# رشا خياط
رشا خياط إعلامية وصحفية سعودية ومقدمة برامج في قناة العربية.

## السيرة
قدمت سابقاً برنامج «محطات» وبرنامج "صباح العربية"، وتعمل محررة وكاتبة رئيسية في القناة منذ أبريل (آذار) عام 2012، عملت صحافية في «العربية نت» بين 2011 و2012، وصحافية مستقلة في الموقع ذاته بين 2009 و2011، حاصلة على بكالوريوس في الإعلام تخصص صحافة من الجامعة الأميركية في الشارقة.

## الحياة الخاصة
رشا متزوجة من مذيع قناة العربية محمد الطميحي